# Anaïs Demoustier
Anaïs Demoustier (Lilla, 29 settembre 1987) è un'attrice francese.

## Biografia
Nata a Lilla, ma cresciuta a Villeneuve-d'Ascq (nel Mélantois), Anaïs Demoustier trascorre l'adolescenza con i genitori, un dirigente di un grande magazzino originario di Lione e una casalinga originaria di Lilla, le sorelle Camille e Jeanne e il fratello e futuro regista Stéphane che le trasmette l'amore per il cinema. Dopo una breve apparizione all'età di 13 anni in Le Monde de Marty di Denis Bardiau, nel 2003 supera le audizioni per Il tempo dei lupi di Michael Haneke, nel quale recita il ruolo di Eva accanto a Isabelle Huppert.
Dopo la maturità si trasferisce a Parigi, dove frequenta il corso di lettere e cinema all'Università Sorbonne Nouvelle che però abbandona dopo poco tempo. Nel 2008 compare in La Belle Personne di Christophe Honoré, che l'anno successivo la vuole anche per la produzione teatrale Angelo, tiranno di Padova che va in scena al Festival d'Avignone. Anaïs continua a lavorare sia al cinema che in teatro e nel 2011 recita in Le Problème di François Bégaudeau, ricevendo una candidatura ai Premi Molière come miglior giovane talento femminile.
In questi anni arrivano altri riconoscimenti, tra cui lo Shooting Stars Award al Festival di Berlino 2010, il Premio Romy Schneider e il Prix Suzanne Bianchetti, oltre a due candidature al Premio César per la migliore promessa femminile, nel 2009 per Il viaggio di Jeanne di Anna Novion e nel 2011 per D'amour et d'eau fraîche di Isabelle Czajka. Nel 2012 riceve l'Étoile d'or come miglior rivelazione per Le nevi del Kilimangiaro di Robert Guédiguian e il premio come miglior attrice all'Eurasia International Film Festival per Elles di Małgorzata Szumowska. Lo stesso anno fa parte della giuria del Festival del cinema americano di Deauville.
Negli anni successivi continua a dividersi tra cinema, televisione e teatro, recitando con registi quali Bertrand Tavernier, François Ozon e Valérie Donzelli e partecipando alla serie tv Paris, etc. di Canal+ (2017), nella quale interpreta la parte di Mathilde.

### Vita privata
È legata sentimentalmente all'attore e regista francese Jérémie Elkaïm, conosciuto nel 2015 sul set del film Marguerite & Julien - La leggenda degli amanti impossibili. Il 10 aprile 2016, al Festival di Cannes per la proiezione di Quella peste di Sophie di Christophe Honoré ha annunciato di aver dato alla luce una bambina.

## Filmografia

### Cinema
Lungometraggi

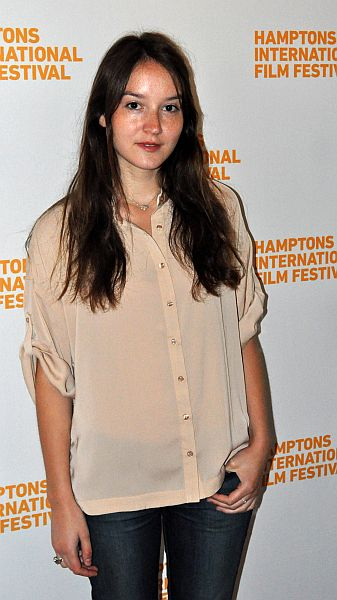
Nel 2010 all'Hamptons International Film Festival di New York.

- Le Monde de Marty, regia di Denis Bardiau (2000)
- Il tempo dei lupi (Le Temps du loup), regia di Michael Haneke (2003)
- Barrage, regia di Raphaël Jacoulot (2006)
- L'Année suivante, regia di Isabelle Czajka (2006)
- Hellphone, regia di James Huth (2007)
- Le Prix à payer, regia di Alexandra Leclère (2007)
- Les Murs porteurs, regia di Cyril Gelblat (2007)
- La Belle Personne, regia di Christophe Honoré (2008)
- Il viaggio di Jeanne (Les Grandes Personnes), regia di Anna Novion (2008)
- Dammi la mano (Donne-moi la main), regia di Pascal-Alex Vincent (2008)
- Sois sage, regia di Juliette Garcias (2009)
- L'Enfance du mal, regia di Olivier Coussemacq (2010)
- Belle Épine, regia di Rebecca Zlotowski (2010)
- La Tête ailleurs, regia di Frédéric Pelle (2010)
- D'amour et d'eau fraîche, regia di Isabelle Czajka (2010)
- Le nevi del Kilimangiaro (Les Neiges du Kilimandjaro), regia di Robert Guédiguian (2011)
- L'Hiver dernier, regia di John Shank (2011)
- Elles, regia di Małgorzata Szumowska (2011)
- Thérèse Desqueyroux, regia di Claude Miller (2012)
- Quai d'Orsay, regia di Bertrand Tavernier (2013)
- Situation amoureuse: C'est compliqué, regia di Rodolphe Lauga e Manu Payet (2014)
- Bird People, regia di Pascale Ferran (2014)

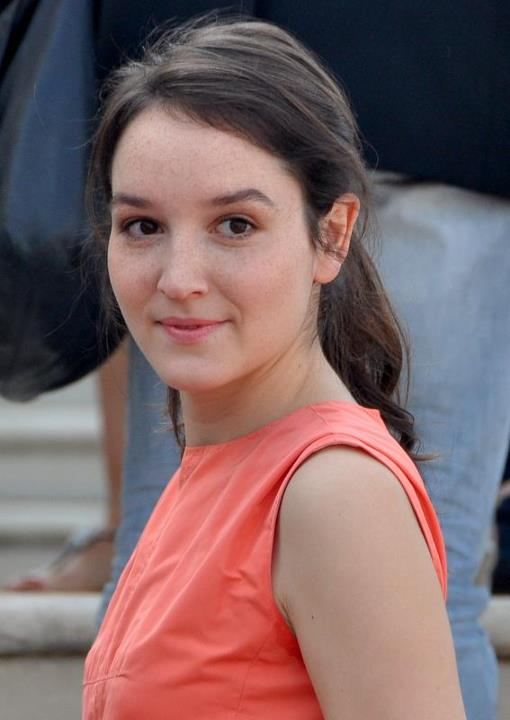
Al Festival di Cannes 2012

- La Ritournelle, regia di Marc Fitoussi (2014)
- Au fil d'Ariane, regia di Robert Guédiguian (2014)
- Una nuova amica (Une nouvelle amie), regia di François Ozon (2014)
- Caprice, regia di Emmanuel Mouret (2015)
- À trois on y va, regia di Jérôme Bonnell (2015)
- Marguerite & Julien - La leggenda degli amanti impossibili (Marguerite et Julien), regia di Valérie Donzelli (2015)
- Quella peste di Sophie (Les Malheurs de Sophie), regia di Christophe Honoré (2016)
- Demain et tous les autres jours, regia di Noémie Lvovsky (2017)
- Il complicato mondo di Nathalie (Jalouse), regia di David Foenkinos e Stéphane Foenkinos (2017)
- La casa sul mare (La Villa), regia di Robert Guédiguian (2017)
- Cornélius, le meunier hurlant, regia di Yann Le Quellec (2017)
- Au poste!, regia di Quentin Dupieux (2018)
- Sauver ou périr, regia di Frédéric Tellier (2018)
- Deux Fils, regia di Félix Moati (2018)
- Alice e il sindaco (Alice et le Maire), regia di Nicolas Pariser (2019)
- La ragazza con il braccialetto (La Fille au bracelet), regia di Stéphane Demoustier (2019)
- Gloria Mundi, regia di Robert Guédiguian (2019)
- La Pièce rapportée, regia di Antonin Peretjatko (2020)
- Gli amori di Anaïs (Les Amours d'Anaïs), regia di Charline Bourgeois-Tacquet (2021)
- Incredibile ma vero (Incroyable mais vrai), regia di Quentin Dupieux (2022)
- Fumare fa tossire (Fumer fait tousser), regia di Quentin Dupieux (2022)
- Coma, regia di Bertrand Bonello (2022)
- November - I cinque giorni dopo il Bataclan (Novembre), regia di Cédric Jimenez (2022)
- The Beast in the Jungle, regia di Patric Chiha (2023)
- Daaaaaalí!, regia di Quentin Dupieux (2023)
- Il conte di Montecristo (Le Comte de Monte-Cristo), regia di Alexandre de La Patellière e Matthieu Delaporte (2024)

Cortometraggi
- Conflit de canards, regia di Paul Saintillan (2004)

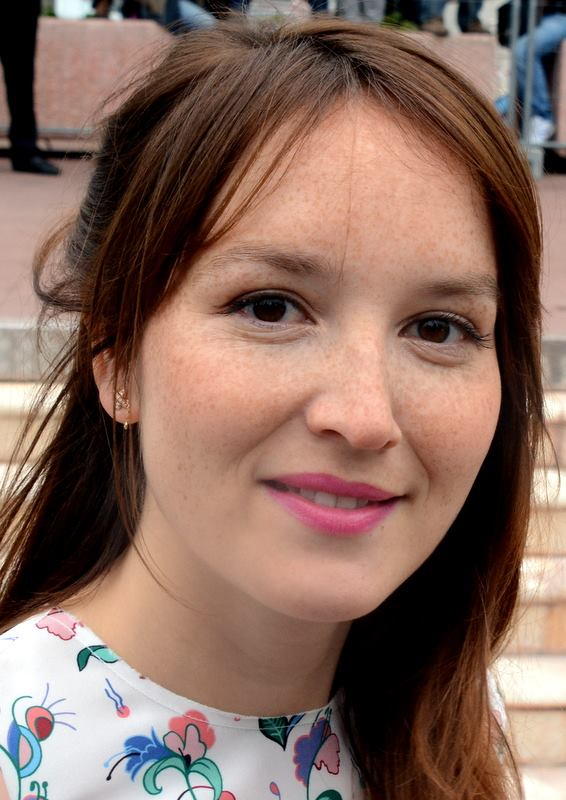
Al Festival di Cannes 2014

- L'Accara rouge, regia di Ludovic Bergery (2004)
- Ma culotte, regia di Blandine Lenoir (2006)
- Pour de vrai, regia di Blandine Lenoir (2006)
- Un bébé tout neuf, regia di Isabelle Czajka (2007)
- Zcuse-nous, regia di Chad Chenouga (2008)
- Monsieur l'Abbé, regia di Blandine Lenoir (2010)
- Dans la jungle des villes, regia di Stéphane Demoustier e Denis Eyriey (2010)
- Pauline, regia di Céline Sciamma (2010)
- Des noeuds dans la tête, regia di Stéphane Demoustier (2011)
- Fille du calvaire, regia di Stéphane Demoustier (2012) - non accreditata
- Pauline asservie, regia di Charline Bourgeois-Tacquet (2018)

### Televisione
- Il commissariato Saint Martin (P.J.) – serie TV, episodio 11x07 (2007)
- Reporters – serie TV, episodio 1x02 (2007)

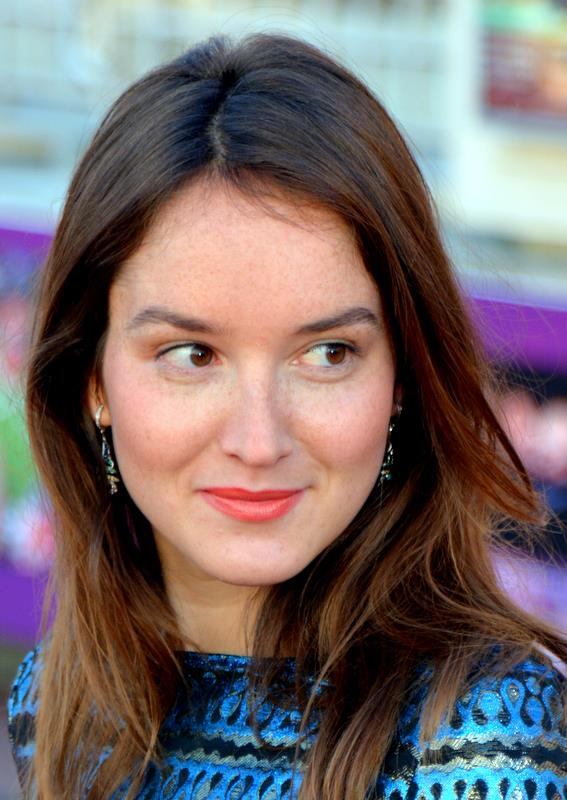
Nel 2015 al Festival del cinema di Cabourg

- Little Murders by Agatha Christie (Les Petits Meurtres d'Agatha Christie) – serie TV, episodio 1x03 (2009)
- George et Fanchette, regia di Jean-Daniel Verhaeghe – film TV (2010)
- Fracture, regia di Alain Tasma – film TV (2010)
- La Joie de vivre, regia di Jean-Pierre Améris – film TV (2012)
- Démons, regia di Marcial Di Fonzo Bo – film TV (2015)
- Paris, etc. – serie TV, 12 episodi (2017)

### Doppiaggio
- Bertille, Lucille e Eddy nella serie televisiva Raymond (2007)
- Scarlett in Loulou, l'incroyable secret, regia di Eric Omond (2013)
- La ragazza in La Jeune Fille sans mains, regia di Sébastien Laudenbach (2016)

## Teatro
- Angelo, tiranno di Padova, di Victor Hugo, regia di Christophe Honoré. Festival d'Avignone (2009–10)
- Le Problème, di François Bégaudeau, regia di Arnaud Meunier. Théâtre du Rond-Point di Parigi (2011)
- Nouveau Roman, di Christophe Honoré, regia di Christophe Honoré. Festival d'Avignone (2012)
- Démons, di Lars Norén, regia di Marcial Di Fonzo Bo. Théâtre du Rond-Point di Parigi (2015)

## Riconoscimenti
- Premio César
  - 2009 – Candidatura alla migliore promessa femminile per Il viaggio di Jeanne
  - 2011 – Candidatura alla migliore promessa femminile per D'amour et d'eau fraîche
  - 2018 – Candidatura alla migliore attrice non protagonista per La casa sul mare
  - 2020 – Migliore attrice per Alice e il sindaco
- Festival internazionale del cinema di Berlino
  - 2010 – Shooting Stars Award
- Premio Lumière
  - 2020 – Candidatura alla migliore attrice per Alice e il sindaco
- Festival du film de Cabourg
  - 2009 – Swann d'oro alla rivelazione femminile per Il viaggio di Jeanne
  - 2015 – Swann d'oro alla migliore attrice per À trois on y va
- Festival internazionale del cinema di Karlovy Vary
  - 2010 – Migliore attrice per L'Enfance du mal
- Premio Romy Schneider 2011
- Prix Suzanne Bianchetti 2011

## Doppiatrici italiane
Nelle versioni in italiano dei suoi film, Anaïs Demoustier è stata doppiata da:
- Martina Felli in Alice e il Sindaco e November - I cinque giorni dopo il Bataclan
- Benedetta Ponticelli in Elles e Una nuova amica
- Joy Saltarelli in La casa sul mare, Gloria Mundi
- Valentina Favazza in La ragazza con il braccialetto
- Eleonora Reti in Paris, etc.
- Debora Magnaghi in Marguerite & Julien - La leggenda degli amanti impossibili
- Gea Riva in Il complicato mondo di Nathalie, Gli amori di Anaïs